# Initiative für Natürliche Wirtschaftsordnung
Die Initiative für Natürliche Wirtschaftsordnung (INWO e. V.) ist eine freiwirtschaftliche Vereinigung und als gemeinnütziger Verein mit politischem Bildungsauftrag anerkannt.

## Ziele
Angelehnt an die Ideen des Sozialreformers Silvio Gesell steht die INWO für die Einführung eines umlaufgesicherten Geldes (Freigeld) und für eine Bodenreform (Freiland). Nach anfänglichen Vorbehalten befürwortet und unterstützt sie die heutigen Regiogeld-Initiativen. Außerdem tritt sie für ein Grundeinkommen ein, das über eine Besteuerung des Ressourcen- und Energieverbrauchs finanziert werden soll.
Die deutsche INWO-Gruppe (INWO-D) kooperiert mit den Christen für gerechte Wirtschaftsordnung (CGW e. V.). Beide Vereine, die zusammen die Arbeitsgruppe gerechte Wirtschaftsordnung bilden, sind Mitglied bei attac.

## Außenwirkung
Der Verein gibt die vier Mal jährlich erscheinende Zeitschrift Fairconomy heraus, deren Auflage bei 2000 Exemplaren liegt und von der alle Ausgaben seit 2001 kostenlos im Internet verfügbar sind. Der Name „Fairconomy“ wird in den sonstigen Publikationen auch als modernes Synonym für Freiwirtschaft gebraucht. Bei den Seminaren und Tagungen treten bzw. traten Eugen Drewermann, Peter Kafka, Hans Christoph Binswanger, Helmut Creutz, Margrit Kennedy, Bernd Senf und andere Referenten auf. Außerdem werden spezielle Werbematerialien eingesetzt: Ein zahlreich verteilter „Zins-Bierdeckel“ verweist auf einen Zinsanteil in den Preisen von durchschnittlich 30 Prozent, und ein bereits in mehreren Städten aufgeblasener großer Luftballon trägt die Aufschrift: „70 Mrd. p.a. Zinsbombe“, was auf die jährliche Zinsbelastung der öffentlichen Hand in Deutschland anspielt.

## Geschichte
Nach Auflösung der Internationalen Freiwirtschaftliche Union (IFU) während einer Konferenz am 21. und 22. Mai 1978 in Konstanz wurde von den Freiwirten Hein Beba (D) und Otto Haag (CH) die Bildung einer neuen Internationalen Vereinigung für Natürliche Wirtschaftsordnung angeregt. 1983 kam es nach weiteren Konferenzen in Konstanz und Kreuzlingen zur Gründung der Internationalen Vereinigung. Als Nachfolgeorganisation der Liberalsozialistischen Partei (LSP) wurde 1990 die INWO Schweiz gegründet, und 1993 wurde die INWO-D in das Vereinsregister Frankfurt am Main eingetragen. Zudem existiert auch eine österreichische Gruppe. Die Abkürzung INWO steht heute für Initiative für Natürliche Wirtschaftsordnung. Dem 2004 erwogenen Vorschlag des Silvio-Gesell-Herausgebers Werner Onken, die INWO in „Initiative für Nachhaltige Wirtschaftsordnung“ umzubenennen, wurde nicht gefolgt.